# Feričanci
Feričanci – wieś w Chorwacji, w żupanii osijecko-barańskiej, w gminie Feričanci. W 2011 roku liczyła 1626 mieszkańców.